# Zwycięzcy oceanu
Zwycięzcy oceanu – debiutancka powieść marynistyczna i podróżniczo-przygodowa dla młodzieży Władysława Umińskiego z 1890 roku (w odcinkach w magazynie; pierwsze wydanie książkowe miało miejsce rok później). Doczekała się licznych wznowień, a także tłumaczenia na język czeski. Książka opowiada o trzech śmiałkach, podróżujących w małej łodzi z Ameryki do Chin.

## Historia wydań
Powieść była opublikowana najpierw w 1890 roku w ilustrowanym magazynie Wędrowiec w odcinkach (nr 23–52), a następnie wydana jako książka w 1891 przez wydawnictwo redakcji Wędrowca. Do roku 1947 książka otrzymała osiem wydań, m.in. w 1900, 1941, 1943 i 1947 roku. Została przetłumaczona na język czeski (Vítězové oceánu, 1929).
Była to pierwsza książka Umińskiego, napisał ją w wieku 19 lat.

## Fabuła
Powieść opowiada o dwóch początkowo skłóconych marynarzach (młodszy to Polak, inżynier Elski, starszy to Amerykanin, porucznik Ebb). Początkowo obaj bohaterowie mają się pojedynkować, ale później łączy ich chęć pobicia rekordu. Nowa, wspólna rywalizacja prowadzi ich na łódkę konstrukcji Elskiego (o długości 5,6 m, szerokości 1,6 m, a głębokości 0,9 m), którą mają przemierzyć Ocean Spokojny od San Francisco do Hong Kongu. Dołącza do nich angielski milioner, Morton. Pojawia się też motyw konkurencji między ekspedycjami angielskimi i amerykańskimi.

## Odbiór
Pozytywnie o książce pisał recenzent w katolickim Przeglądzie Powszechnym z 1923, chwaląc ją za stonowanie (brak lekceważenia etyki, „indeferentyzmu religijnego”) i unikanie kontrowersyjnych wtedy teorii (np. chwalenia ewolucjonizmu bądź prezentowania „panteistycznych opisów przyrody”).
W 1926 roku recenzent Dziennika Bydgoskiego napisał o swoich mieszanych uczuciach odnośnie do tej powieści: „Książka ta jest doprawdy warta czytania. U recenzenta budzi się życzenie, aby przy następnym wydaniu objętość »Zwycięzców Oceanu« bez uszczerbku dla zajmującej i nader pouczającej treści została zredukowana o co najmniej 50%”.
W okresie międzywojennym, w 1929 roku, powieść zrecenzowała Komisja Oceny Książek do Czytania dla Młodzieży Szkolnej. Recenzent pisał, że „postacie bohaterów są sympatyczne”, aczkolwiek krytycznie przedstawiony na początku jest antagonista powieści, „Anglik Morton, bogacz znudzony i poszukujący silnych wrażeń..., ale i ten zmienia się w końcu”. W podsumowaniu recenzji napisano, że „mimo nieprawdopodobieństwa niektórych przygód, książkę można czytać z zainteresowaniem, podziwiając dzielność bohaterów”. Powieść opisano jako „poprawnie wydaną, ale słabo ilustrowaną” i ostatecznie określono jako „poleconą” dla dzieci w wieku 11–14 lat.

## Analiza
Powieść jest uważana za inspirowaną twórczością Verne’go. Przedstawia patriotyczny motyw „dzielnego Polaka na Obczyźnie”.
Jako że Umiński był także edukatorem, książka zawiera liczne informacje o zjawiskach przyrodniczych na Oceanie Spokojnym.